# QV38
La tumba QV38 está situada en el Valle de las Reinas, y fue construida durante la dinastía XIX para la reina Sitra, esposa de Ramsés I y madre de Seti I. Sitra fundó la necrópolis del Valle de las Reinas, destinada a las grandes esposas reales y a algunos príncipes. 

## Descripción
La QV38 fue la primera tumba descubierta de una mujer que está decorada. Consta de una escalera y un corredor en pendiente que lleva a la cámara funeraria. Tiene sus muros pintados con textos religiosos que se mantienen en buen estado de conservación, aunque son bosquejos a los que les falta el color, lo que muestra que estaba sin terminar de hacer cuando murió la reina. En la tumba figuran los títulos de Sitra: Gran Esposa Real, Señora de las Dos Tierras, Gran Madre del Rey y Señora del Alto y Bajo Egipto. 